# Batocera ushijimai
Batocera ushijimai är en skalbaggsart som beskrevs av Ohbayashi N. 1981. Batocera ushijimai ingår i släktet Batocera och familjen långhorningar.
Artens utbredningsområde är Taiwan. Inga underarter finns listade.